# Benedikt Marti
Benedikt Marti (ur. w 1522 r. - zm. w 1574 r.). Znany pod łacińskim imieniem Aretius. Szwajcarski uczony epoki Renesansu, naturalista i botanik. Uczył greki i łaciny w Bernie.
W 1558 r. jako pierwszy znany z nazwiska człowiek zdobył szczyty Stockhornu i Niesena w Oberlandzie Berneńskim, sporządzając pierwszy wykaz występujących tam roślin. Zestawienie Aretiusa opublikował w 1561 r. Konrad Gesner w aneksie do dzieła Valeriusa Cordusa pt. Annotationes in Pedacii Dioscoridis de Materia medica libros V.